# 어제 오늘 그리고 내일 (1993년 영화)
《어제 오늘 그리고 내일》(영어: What's Love Got to Do with It)은 미국에서 제작된 브라이언 깁슨 감독의 1993년 전기 드라마 영화이다. 앤절라 배싯 등이 출연하였고, 더그 체이핀 등이 제작에 참여하였다.

## 출연진
- 앤절라 배싯
  - 레이븐 래리모어 켈리
- 캔디 알렉산더
- 로런스 피시번
- 제니퍼 루이스
- 페니 존슨 제럴드
- 버네사 벨 캘러웨이
- 샤이 맥브라이드
- 테런스 에번스
- 리처드 T. 존스
- 샤바 로스
- 버지니아 케이퍼스

## 기타 제작진
- 공동 제작: 팻 키호
- 배역: 루번 캐넌
- 미술: 스티븐 올트먼
- 의상: 루스 카터